# Ой, мороз, мороз
«Ой, моро́з, моро́з» — русская песня.
Автором этой песни в законченном варианте является Мария Павловна Уварова, супруга первого исполнителя песни — Александра Михайловича Уварова.

## Авторство
Песня не встречается ни в одном из сборников народных песен[орисс?].
По утверждению бывшей солистки Воронежского русского хора Марии Морозовой-Уваровой (1924—2017), песня была написана ею в декабре 1954 года для дуэта с мужем Александром, а в 1956 вышла грампластинка.
Во время записи на Апрелевском заводе грамзаписи в ноябре 1956 года авторство из-за халатности не было зафиксировано, а Уварова не стала обращаться в советский суд ввиду нежелания бюрократических проволочек:

Певицы пришли в управление по авторским правам. Там им показали журнал регистрации, в котором чёрным по белому было записано, что автор слов и музыки песни «Ой, мороз, мороз» неизвестен. Мордасова посоветовала подруге восстановить справедливость через суд. Но тогда та отказалась.

Интервью самой Уваровой противоречивы:

В начале 50-х к нам на прослушивание пришла девушка. Она стала исполнять какую-то незнакомую песню, но она помнит только первые слова куплета: «Ой, мороз, мороз, не морозь меня. Не морозь меня, моего коня, моего коня длинногривого», а дальше не знает, сказала лишь, что там было что-то про разбойника. Мелодию она тоже не помнила.

и

И вот как-то ночью я вскочила с постели и при свете ночника начала записывать родившиеся строки: «Ой, мороз, мороз, не морозь меня, не морозь меня, моего коня…»

Возможно, из-за использования Уваровой части лирики другой песни появлялись воспоминания, в которых утверждалось, что песня существовала ранее:

Есть люди, которые говорят, что исполняли песню ещё во время Великой Отечественной войны.

Начиная с 2008 года Мария Уварова пыталась официально оформить своё авторство. Но сделать это ей не удалось, несмотря на отсутствие других претендентов, потому что свидетели, которые могли бы подтвердить её правоту, к тому времени уже умерли. За отсутствием доказательств и оставшихся в живых свидетелей авторство песни так и не было восстановлено.
Уварова отказалась от своих прав на авторство, поэтому определение песни как народной юридически уместно. В то же время согласно п. 1 статьи 1265 четвёртой части ГК РФ отказ от права авторства ничтожен (то есть не имеет юридической силы).

## Исполнение
- В кинофильме Владимира Назарова «Хозяин тайги» 1968 года песню исполнил герой Валерия Золотухина. Сам актёр придумал последний куплет песни: «Я вернусь домой на закате дня / Обниму жену, напою коня…», в котором в шутливых вариациях исполнения «жену» и «коня» иногда меняют местами[8].
- Юрий Шевчук, Сергей Шнуров, Максим Покровский, Евгений Фёдоров и Женя Любич снялись в музыкальном клипе в поддержку петербургских бездомных[9].
- Группа «Пикник» в альбоме «Три судьбы» (2011). Песня выдержана в кельтской стилизации[10][11].
- Андрей «Свинья» Панов в составе групп «Автоматические удовлетворители» и «600» часто исполнял эту песню на концертах.